# Lguest
Lguest byl virtualizační hypervisor pro linuxové jádro na platformě x86. Součástí hlavní větve jádra se stal ve verzi 2.6.23 vydané v říjnu 2007 a byl z ní zase odebrán počínaje verzí 4.14 vydanou v listopadu 2017, protože byl tou dobou neudržovaný a zároveň byl posledním uživatelem starých vnitřních rozhraní jádra, která mohla být následně odstraněna.
Hlavním vývojářem a správcem projektu lguest byl australský vývojář Rusty Russel.